# Ferdinand Münz
Ferdinand Münz (1888-1969) fou un químic austríac que va sintetitzar l'EDTA (àcid etilendiamintetraacètic) per primer cop el 1935 a IG Farben. El va patentar a Alemanya (anònimament, segurament per evitar discriminació pels seus orígens jueus) i als Estats Units (amb el seu nom), amb la intenció de produir un substitut de l'àcid cítric, per reduir la dependència del govern alemany dels productes químics d'importació. Münz va notar que l'àcid aminocarboxílic actuava molt millor com a agent quelant que l'àcid cítric i va deduir que un àcid poliaminocarboxílic seria ideal, portant-lo a sintetitzar l'EDTA. Actualment l'EDTA és un dels compostos químics més utilitzats en la indústria.
El 1945 va treballar amb el futur Premi Nobel Kurt Alder (1902-1958). Junts van publicar un article sobre la síntesi de diens el 1949.